# Baronia de Jóc

Armes de la baronia

La Baronia de Jóc era una baronia del Vescomtat de Conflent, relacionada amb el poble de Jóc i directament relacionada amb el vescomtat esmentat, que també fou conegut com a Vescomtat de Jóc. Fou en primer lloc una senyoria, esdevinguda baronia el 1485 i vescomtat, intitulat per Felip III de Castella el 19 de juliol del 1599 a Tarragona. Els senyors, després barons i més tard vescomtes, de Jóc foren, per ordre cronològic:
1. Constança de Perapertusa (mitjan segle XV), senyora de Rebollet i de Jóc
2. Gastó de Perapertusa (olim Bruyères) (segona meitat del segle XV), fill de l'anterior, heretà les baronies de Jóc i de Rebollet
3. Francesc de Perapertusa (es desconeix el llinatge de sa mare, de nom Violant) (primera meitat del segle xvi), fill de l'anterior, comprà les senyories dels llocs de Rodès i Ropidera
4. Antoni de Perapertusa i d'Oms (? - 1583), fill de l'anterior, baró de Jóc i senyor de Sant Feliu d'Amunt i Sant Feliu d'Avall
5. Jaume de Perapertusa i d'Erill (Jóc, 1566 - Barcelona, 1601), fill de l'anterior, baró de Jóc
6. Pere de Perapertusa i d'Erill (Jóc, 1573 - 1624), germà de l'anterior, primer vescomte de Jóc
7. Antoni de Perapertusa i de Vilademany (? - 1676), fill del segon matrimoni de l'anterior. Fou també, a més de segon vescomte de Jóc, varvassor de Vilademany, baró de Fornils, Prohot, Rebollet, Santa Coloma de Farners, Taradell, Viladrau, senyor jurisdiccional de la Baronia de Gelida, senyor de Prats, de Rocabert, Rodès, de Ropidera, de Sequera, de Trevillac, dels castells de Begur i de Cruïlles. El 1653, en haver pres partit contra el rei de França a ran de la Guerra dels Segadors, fou desposseït de tots els seus béns
8. Francesc Calvo, mariscal de camp del rei de França, provisionalment
9. Francesc de Bournonville i de Perapertusa (1660 - testament el 1720), net per via materna d'Antoni de Perapertusa i de Vilademany, recuperà els títols i possessions del seu avi. Fou creat Marquès de Rupit el 1681. Era el tercer vescomte de Jóc
10. Francesc Salvador de Bournonville i d'Erill (- 1724), fill de l'anterior, quart vescomte de Jóc, segon marquès de Rupit, baró d'Baronia d'Orcau i de Rebollet, varvassor de Vilademany, etc (són els títols del seu besavi matern).